# Lista dróg na Alasce

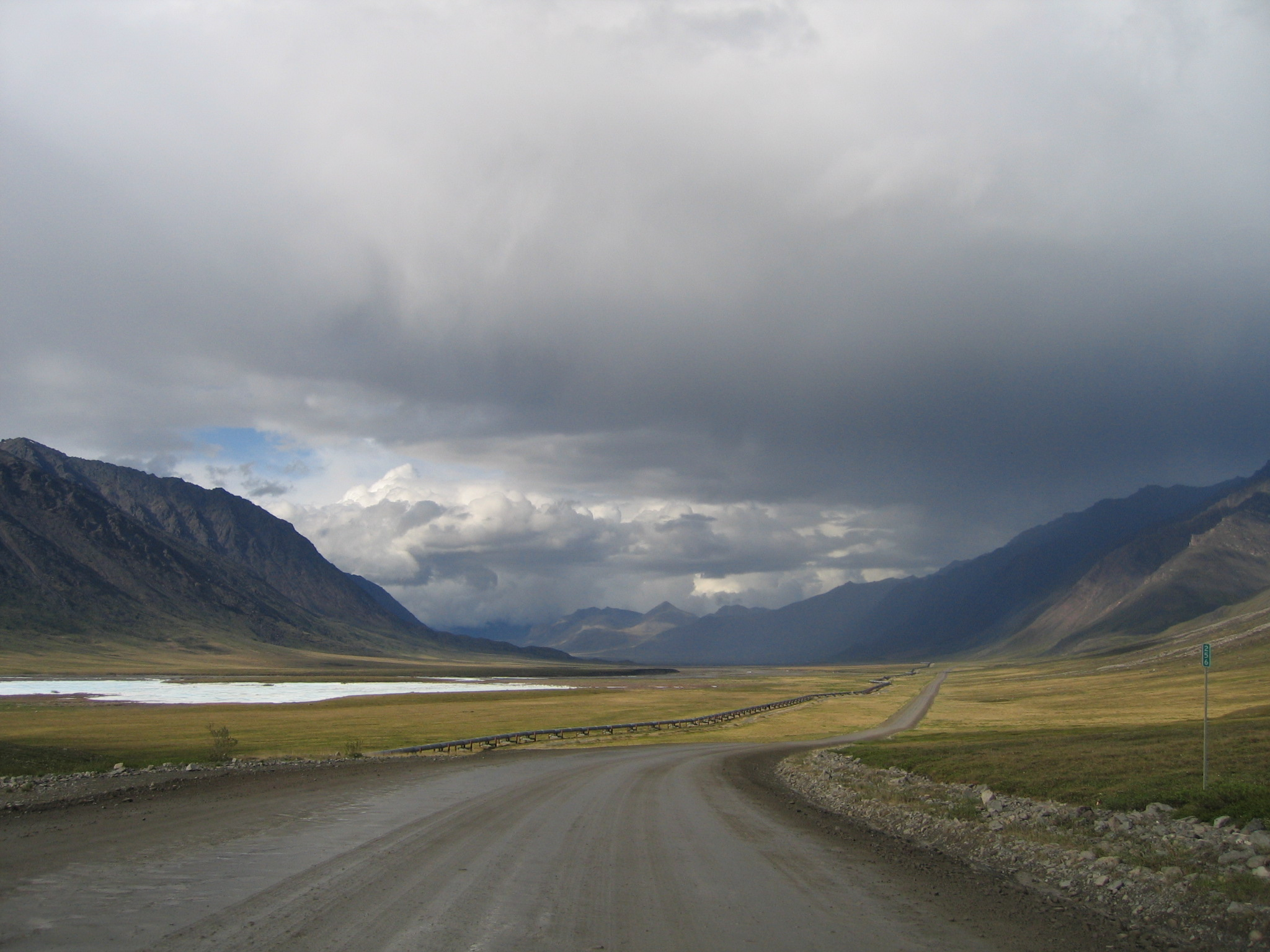
Dalton Highway na północ od Gór Brooksa

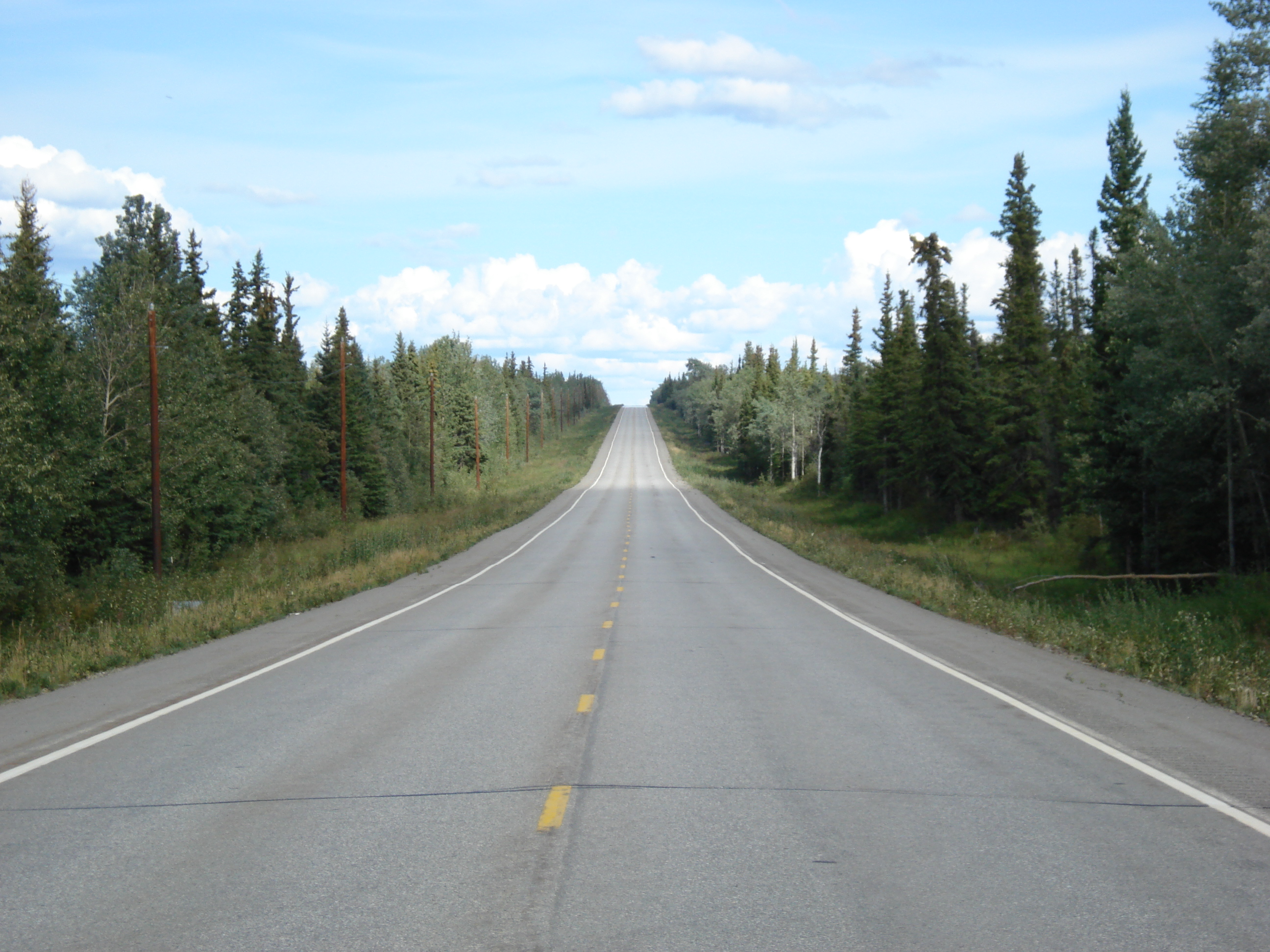
Alaska Highway nieopodal Dot Lake

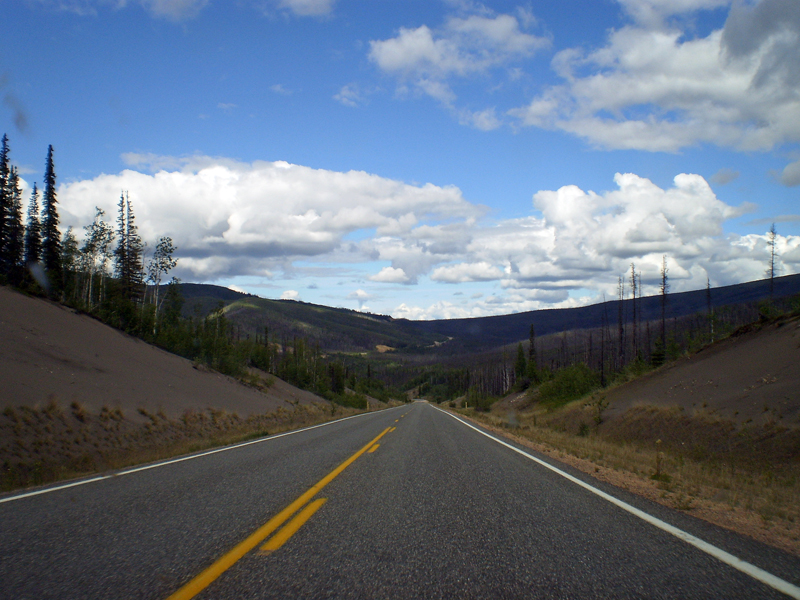
Taylor Highway

Drogi Alaski są zarówno ponumerowane jak i nazwane. Wykorzystanych jest tylko dwanaście numerów (1 do 11 i 98), a przydzielona numeracja nie układa się w żaden wzór. Na przykład - Alaska Route 4 biegnie na północ i południe, natomiast Alaska Route 2 przebiega w dużej mierze na wschód i zachód. Klondike Highway wybudowano w 1978 roku, numer nadano w 1998 roku, w stulecie gorączki złota nad Klondike. Jednak wiele alaskańskich dróg o większej długości niż Klondike Highway pozostaje bez nadanej numeracji.
Przez terytorium Alaski przebiegają również cztery drogi międzystanowe A1-A4.

## Lista dróg stanowych na Alasce
| Numer           | Nazwa                                                                        | Przebieg                                                                                     |
| --------------- | ---------------------------------------------------------------------------- | -------------------------------------------------------------------------------------------- |
| Alaska Route 1  | Tok Cut-Off Richardson Highway Glenn Highway Seward Highway Sterling Highway | Z Tok do Homer                                                                               |
| Alaska Route 2  | Alaska Highway Richardson Highway Steese Highway Elliott Highway             | Od granicy kanadyjskiej do Manley Hot Springs                                                |
| Alaska Route 3  | Parks Highway                                                                | Od 35 mili (56 km) Glenn Highway do Fairbanks                                                |
| Alaska Route 4  | Richardson Highway                                                           | Z Valdez do Delta Junction                                                                   |
| Alaska Route 5  | Taylor Highway                                                               | Z Tetlin Junction (Alaska Highway na wschód od Tok) do Eagle                                 |
| Alaska Route 6  | Steese Highway                                                               | Z Fox do Circle                                                                              |
| Alaska Route 7  | Haines Highway Glacier Highway Egan Drive Mitkof Highway Tongass Highway     | Z Haines do granicy kanadyjskiej, odseparowane fragmenty w Juneau, Petersburg oraz Ketchikan |
| Alaska Route 8  | Denali Highway                                                               | Z Paxson do Cantwell                                                                         |
| Alaska Route 9  | Seward Highway                                                               | Z Seward do Tern Lake Junction (Sterling Highway)                                            |
| Alaska Route 10 | Edgerton Highway Copper River Highway                                        | Od 83 mili (133 km) Richardson Highway do Chitina oraz Cordova do Million Dollar Bridge      |
| Alaska Route 11 | Dalton Highway                                                               | Od 73 mili (117 km) Elliott Highway do Deadhorse                                             |
| Alaska Route 98 | Klondike Highway                                                             | Od Skagway do granicy kanadyjskiej                                                           |

## Lista dróg międzystanowych na Alasce
| Numer         | Nazwa                                                            | Przebieg                            |
| ------------- | ---------------------------------------------------------------- | ----------------------------------- |
| Interstate A1 | Glenn Highway, Richardson Highway, Tok Cut-Off, Alaska Highway   | Z Anchorage do granicy kanadyjskiej |
| Interstate A2 | Alaska Highway Richardson Highway Steese Highway Elliott Highway | Tok-Fairbanks                       |
| Interstate A3 | Seward Highway, Sterling Highway                                 | Anchorage-Soldotna                  |
| Interstate A4 | Parks Highway                                                    | Palmer-Fairbanks                    |